# 47 Ophiuchi
Désignations
47 Ophiuchi (en abrégé 47 Oph) est un système d'étoiles triple de la constellation équatoriale d'Ophiuchus. Elle est visible à l'œil nu avec une magnitude apparente combinée de 4,54. D'après la mesure de sa parallaxe annuelle par le satellite Hipparcos, le système est distant d'environ ∼ 98 a.l. (∼ 30 pc) de la Terre. Il s'éloigne du Système solaire à une vitesse radiale de +1,7 km/s.

## Nomenclature
47 Ophiuchi est la désignation de Flamsteed de l'étoile. Elle porte également les désignations de HR 6493 dans le Bright Star Catalogue ainsi que de HD 157950 dans le catalogue Henry Draper. À l'origine, la désignation de 47 Ophiuchi avait été attribuée par John Flamsteed à HR 6496, mais lorsque les limites des constellations ont été formellement définies au début du XXe siècle, cette étoile s'est retrouvée à l'intérieur de la constellation du Serpent. La désignation de 47 Ophiuchi a été réattribuée par erreur à HR 6493 dans le Sky Atlas, et cet usage s'est depuis répandu dans les bases de données ou dans la littérature scientifique,,.

## Propriétés
Le système est dominé par une étoile binaire, désignée 47 Ophiuchi A. Il s'agit d'une binaire spectroscopique à raies doubles, qui est mise en évidence par le déplacement de ses raies spectrales en raison de l'effet Doppler. Le système a également été résolu par interférométrie des tavelures. Les deux étoiles tournent l'une autour de l'autre selon une période orbitale de 26,28 jours et avec une excentricité de 0,48.
Sa composante primaire, 47 Ophiuchi Aa, est une étoile jaune-blanc de la séquence principale de type spectral F3V. Elle est 1,50 fois plus massive que le Soleil, son rayon est deux fois plus grand que le rayon solaire et elle est 7,8 fois plus lumineuse que le Soleil. Son compagnon, 47 Ophiuchi Ab, fait 1,34 fois la masse du Soleil, son rayon vaut 1,36 fois le rayon solaire et elle est 3,4 fois plus lumineuse que le Soleil.
La troisième composante du système, 47 Ophiuchi B, est une naine brune de type spectral L5,5 située à une séparation projetée de 8 850 ua de 47 Ophiuchi A. Elle est 70 fois plus massive que Jupiter et elle est donc proche de la limite au-delà de laquelle elle pourrait enclencher la fusion de l'hydrogène dans son noyau — la limite au-delà de laquelle elle deviendrait une véritable étoile —, tandis que son rayon ne vaut que 93 % celui de Jupiter.